# Jüdischer Friedhof (Kardašova Řečice)
Koordinaten: 49° 10′ 19,8″ N, 14° 51′ 2,1″ O

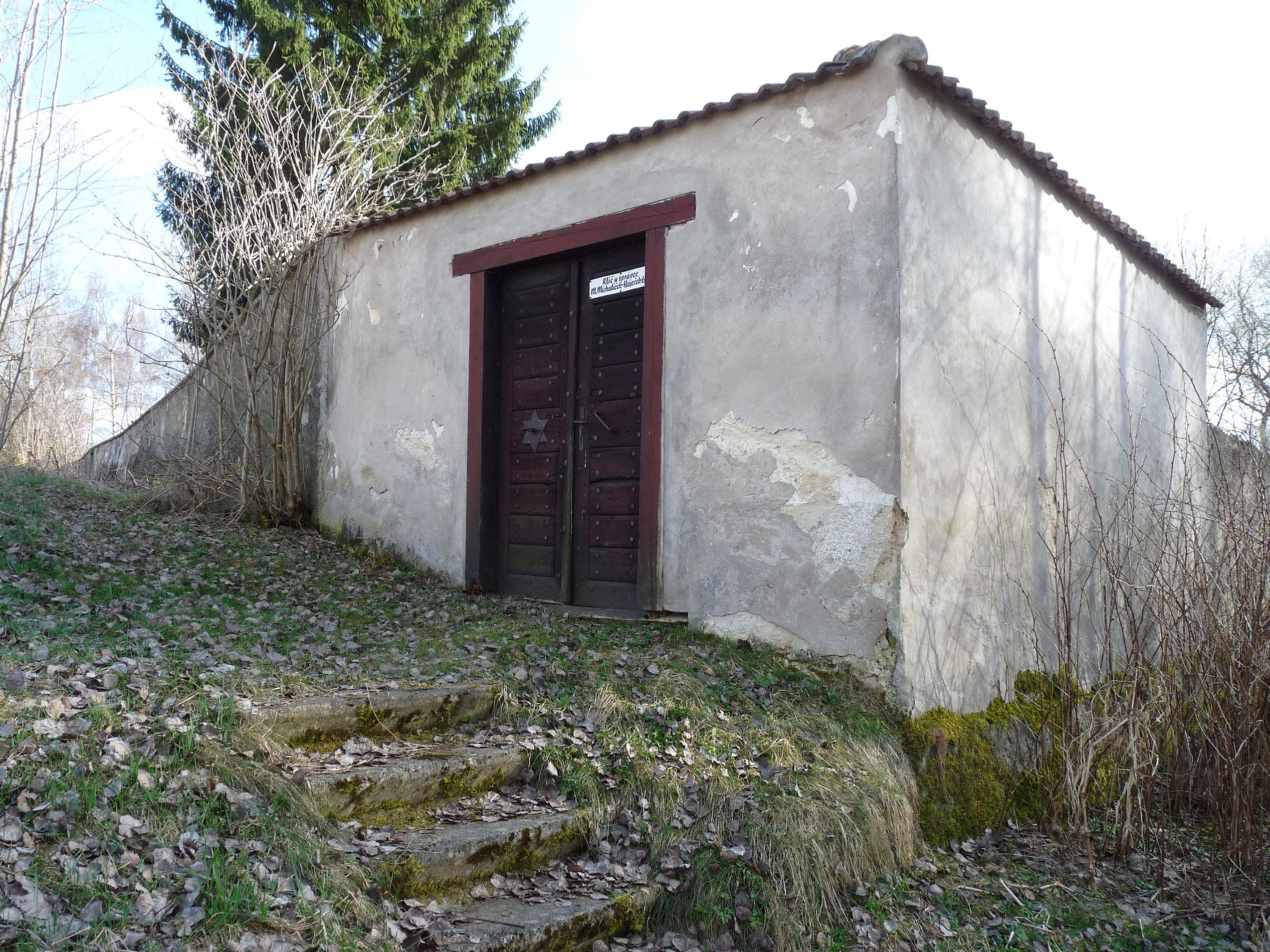
Eingang zum jüdischen Friedhof in Kardašova Řečice

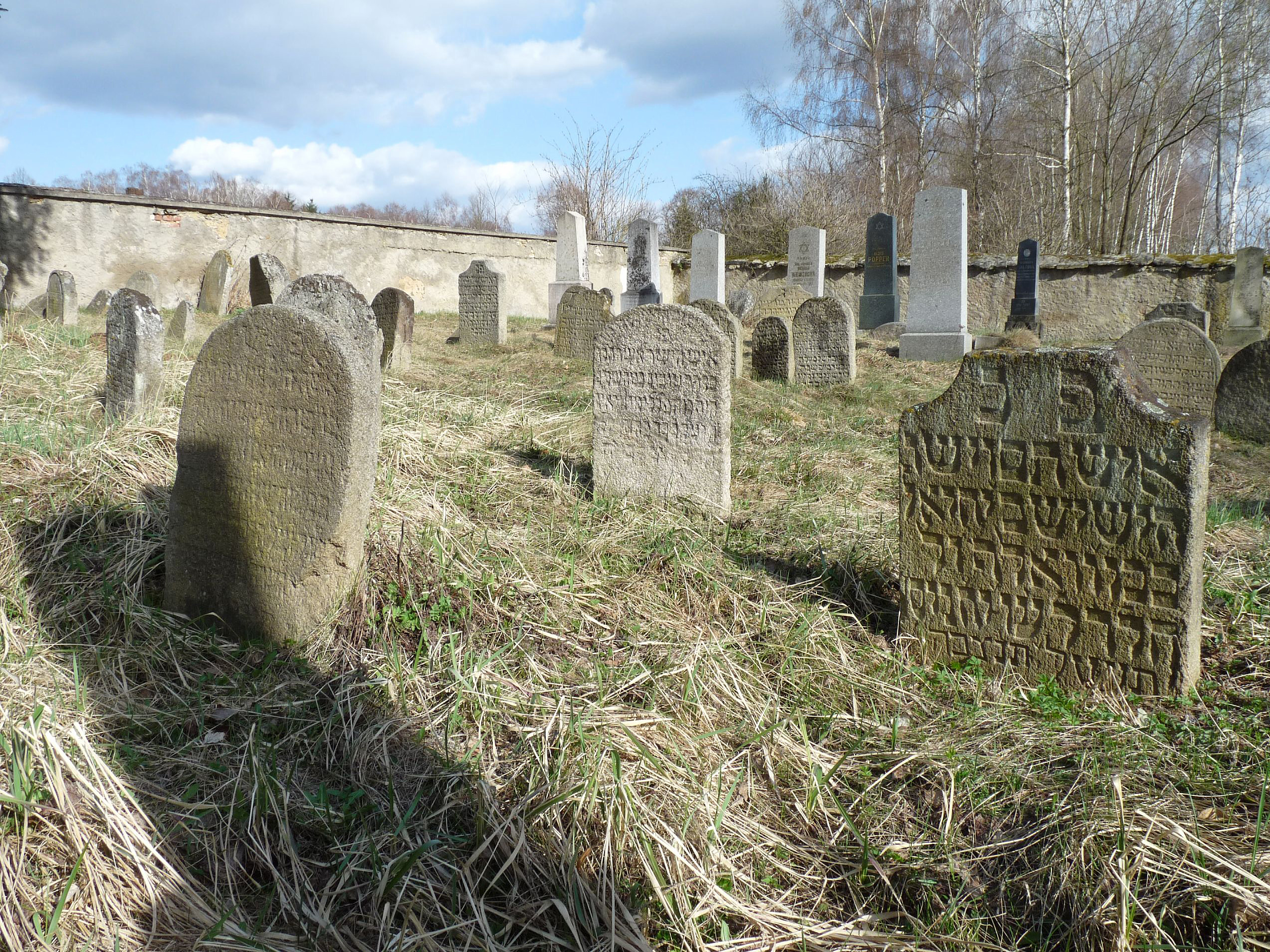
Grabsteine

Der Jüdische Friedhof in Kardašova Řečice (deutsch Kardasch Retschitz), einer tschechischen Stadt im Okres Jindřichův Hradec in der Südböhmischen Region, wurde vermutlich im 17. Jahrhundert angelegt. Der jüdische Friedhof ist seit 1988 ein geschütztes Kulturdenkmal.
Der älteste Grabstein auf dem Friedhof stammt aus dem Jahr 1647. Die letzte Beerdigung fand 1965 statt.